# Leo Williams
Leo Williams (Saint Andrew, 24 juli 1959) is een Brits-Jamaicaanse bassist, vooral bekend als een van de originele leden van de postpunk en alternatieve dance-formatie Big Audio Dynamite. Hij speelde in de band van 1984 tot 1990.

## Loopbaan
Leo Williams, geboren op Jamaica, begon zijn muzikale carrière bij de band Basement 5 onder het pseudoniem E-zee-kill. Williams was de bassist van de band. In 1984 werd Big Audio Dynamite opgericht, door Don Letts en Mick Jones, in het verleden gitarist van The Clash. Williams nam vier albums op met Big Audio Dynamite.
Williams moest in 1990 vertrekken bij Big Audio Dynamite. Nadat hij aan de deur werd gezet doordat Jones de gehele formatie door elkaar haalde, vormde hij met de andere bandleden een nieuwe band, Dreadzone, met 12 albums. In 2011 volgde een reünie met de originele bandleden. Tussendoor toerde hij als bassist met Carbon/Silicon, waar hij reeds herenigd werd met Mick Jones. In 1997 had Williams een rolletje als bediende in een tankstation in de film The Fifth Element.